# Кондратьев, Евгений Владимирович
Евгений Владимирович Кондра́тьев (14 февраля 1946 года — 3 сентября 1968 года) — советский спортсмен-стрелок, специализировавшийся в стендовой стрельбе, чемпион мира и СССР, призёр чемпионата Европы. Мастер спорта СССР международного класса.

## Биография
В возрасте двадцати лет вошёл в состав национальной сборной по стрельбе.
В апреле 1967 года занял второе место на международных соревнованиях по стрельбе из охотничьих ружей, проходивших на стрельбище ЦС ВВОО (поразил 194 из 200 мишеней).
В 1968 году перед началом Олимпиады в Мехико перед тренировкой Евгений Кондратьев был убит случайным выстрелом своего коллеги по сборной, пистолетчика Игоря Бакалова. По словам очевидцев, Бакалов получил на складе уже заряженный пистолет, а инструкция по технике безопасности запрещала выход из оружейной со взведённым курком и досланным в патронник патроном. Так как в помещении были люди, то спортсмен принял неадекватное решение выстрелить в дверной проём для того, чтобы разрядить полученное оружие. По стечению обстоятельств в тот же момент на оружейный склад заходил Кондратьев, которого Бакалов со своей позиции не видел.
Похоронен на Кладбище № 1 в Ташкенте.
В память о Евгении Кондратьеве в Ташкенте проходят ежегодные соревнования на Приз памяти Е. Кондратьева.

## Спортивные достижения
- чемпион мира в командном зачёте (1967)[1]
- серебряный призёр чемпионата мира в командном зачёте (1966)[1]
- бронзовый призёр чемпионата Европы в личном зачёте (1966)[1]
- трёхкратный чемпион Европы среди юниоров[1]
- чемпион СССР[1]
- победитель Кубка СССР[1]